# 1963 في جنوب إفريقيا
فيما يلي قوائم الأحداث التي وقعت خلال عام 1963 في جنوب أفريقيا.

## رياضة
- 28 ديسمبر – جائزة جنوب أفريقيا الكبرى 1963 الفائز جيم كلارك.

## مواليد

### يناير
- 16 يناير – إبراهيم ديساي (تُوفي يوم 15 يوليو 2021)، هو عالم وفقيه مسلم جنوب أفريقي هندي.

### مارس
- 14 مارس – ديزيري إليس لاعبة كرة قدم جنوب أفريقية.

### مايو
- 12 مايو – جافن هود ممثل جنوب أفريقي.
- 26 مايو – موسيتا فاندر

### يونيو
- 17 يونيو – أندرو بورو لاعب كرة مضرب جنوب أفريقي.

### يوليو
- 2 يوليو – ميخائيل روبرتسون لاعب كرة مضرب أمريكي.
- 5 يوليو – كريستوفر هايمان
- 18 يوليو – كريغ كامبل لاعب كرة مضرب جنوب أفريقي.
- 27 يوليو – واين باركر فنان تشكيلي جنوب أفريقي.

### أغسطس
- 2 أغسطس – راسيل سميث كاتب كندي.
- 29 أغسطس – ليز غريغوري لاعبة كرة مضرب جنوب أفريقية.

### سبتمبر
- 13 سبتمبر – روبن سميث لاعب كركيت جنوب أفريقي.

### نوفمبر
- 30 نوفمبر – تشارلتون إيجل لاعب كرة مضرب أسترالي.

### ديسمبر
- 13 ديسمبر – بيتر غوردون لاعب كرة قدم جنوب أفريقي.
- 13 ديسمبر – جيك وايت مدرب رياضي جنوب أفريقي.

## وفيات

### يونيو
- 17 يونيو – غافين إل. غراهام (مواليد 1894) طيار بطل جنوب أفريقي.

### يوليو
- 18 يوليو – ألفرد كوبر (مواليد 1893) لاعب كركيت جنوب أفريقي.

### سبتمبر
- 15 سبتمبر – تشارلز وينسلو (مواليد 1888) لاعب كرة مضرب جنوب أفريقي.

### ديسمبر
- 6 ديسمبر – هنري ألان فاغان (مواليد 1889)